# Henning Kronstam
Henning Kronstam (29 juin 1934 - 28 mai 1995) est un danseur, maître de ballet et directeur de compagnie danois.
Né à Copenhague, il commence sa formation au Ballet royal danois à l'âge de neuf ans. Il rejoint la compagnie à 16 ans et en devient danseur soliste à 21 ans.
Kronstam a dominé le répertoire du Ballet royal danois pendant plus de deux décennies, dansant plus de 120 rôles, dont de nombreux créés par lui, comme le rôle de Roméo dans le Romeo et Juliette de Frederick Ashton (1955), le mari dans Secrets de John Cranko (1956), Nilas dans Moon Reindeer de Birgit Cullberg (1958) et le prince dans le Casse-noisette de Flemming Flindt (1971).
Il succéda à Flemming Flindt comme maître de ballet du Ballet royal danois en 1978. En 1979, il organise un festival consacré à Auguste Bournonville, aidant à remettre Bournonville et ses ballets classiques au centre du répertoire de la compagnie. Il a également enseigné. Il prend sa retraite de maître de ballet en 1985 mais continue de travailler dans l'univers du ballet jusqu'en 1994. Il meurt soudainement d'une embolie pulmonaire le 28 mai 1995.